# Grahamia bracteata
Grahamia bracteata är en tvåhjärtbladig växtart som beskrevs av John Gillies. Grahamia bracteata ingår i släktet Grahamia och familjen Anacampserotaceae. Inga underarter finns listade i Catalogue of Life.